# Ralliement de la Nouvelle-Calédonie à la France libre
Le ralliement de la Nouvelle-Calédonie à la France libre, survenu le 19 septembre 1940, est le dernier ralliement dans le Pacifique de l'été 1940. Il s'agit malgré tout de l'un des tout premiers territoires de l'Empire Français à rejoindre le général de Gaulle.

## Événements
Dès juin et juillet 1940, des voix s'élèvent parmi les notables et dans la population en faveur de la poursuite de la guerre aux côtés des Britanniques et pour rejeter l'armistice conclu avec les Allemands par Pétain. Le notaire Michel Vergès, ancien combattant de 14-18 et membre d'un des « Comités de Gaulle » en Nouvelle-Calédonie, rédige un manifeste allant en ce sens, connu sous le nom de « Manifeste Vergès ».
Ces voix sont relayées par le Conseil général auprès du gouverneur Georges Pélicier. Ce dernier entretient un comportement équivoque et sans grande fermeté, « n’ordonnant l’exécution des mesures prescrites par le ministre des colonies que dans la mesure où elles ne contrecarraient pas l’opinion de ses administrés ». Désapprouvé par le Conseil dès le 2 août, il s'attire ainsi l'opprobre des Calédoniens aussi bien que du gouvernement de Vichy qui le remplace par le lieutenant-colonel Denis, commandant supérieur des troupes dans l'archipel, à compter du 4 septembre.
Le 19 septembre 1940, Henri Sautot, commissaire-résident aux Nouvelles-Hébrides, ralliées à la France libre en juillet 1940, débarque à Nouméa sur ordre de de Gaulle et, porté par la population et le Conseil général, arrête et remplace le gouverneur Denis avant de proclamer le ralliement territoire  du  à la France libre le jour même.
Nommé commandant supérieur des troupes dans le Pacifique sous les ordres du gouverneur Sautot par le général de Gaulle le 24 septembre 1940, le capitaine Félix Broche, jusqu'alors chef de l'armée à Tahiti, rejoint Nouméa. Il prend par la suite la tête du corps expéditionnaire qui quitte le territoire le 5 mai 1941 et devient le Bataillon du Pacifique, dans lequel combattent de nombreux acteurs du ralliement.
À compter de 1942, une importante force américaine est basée en Nouvelle-Calédonie, dirigée par le général Alexander Patch.
La Nouvelle-Calédonie reçoit la médaille de la Résistance française en avril 1946 en tant que collectivité. Henri Sautot et Michel Vergès sont, pour leur part, faits Compagnons de la Libération en août 1941 et février 1942.

## Toponymie

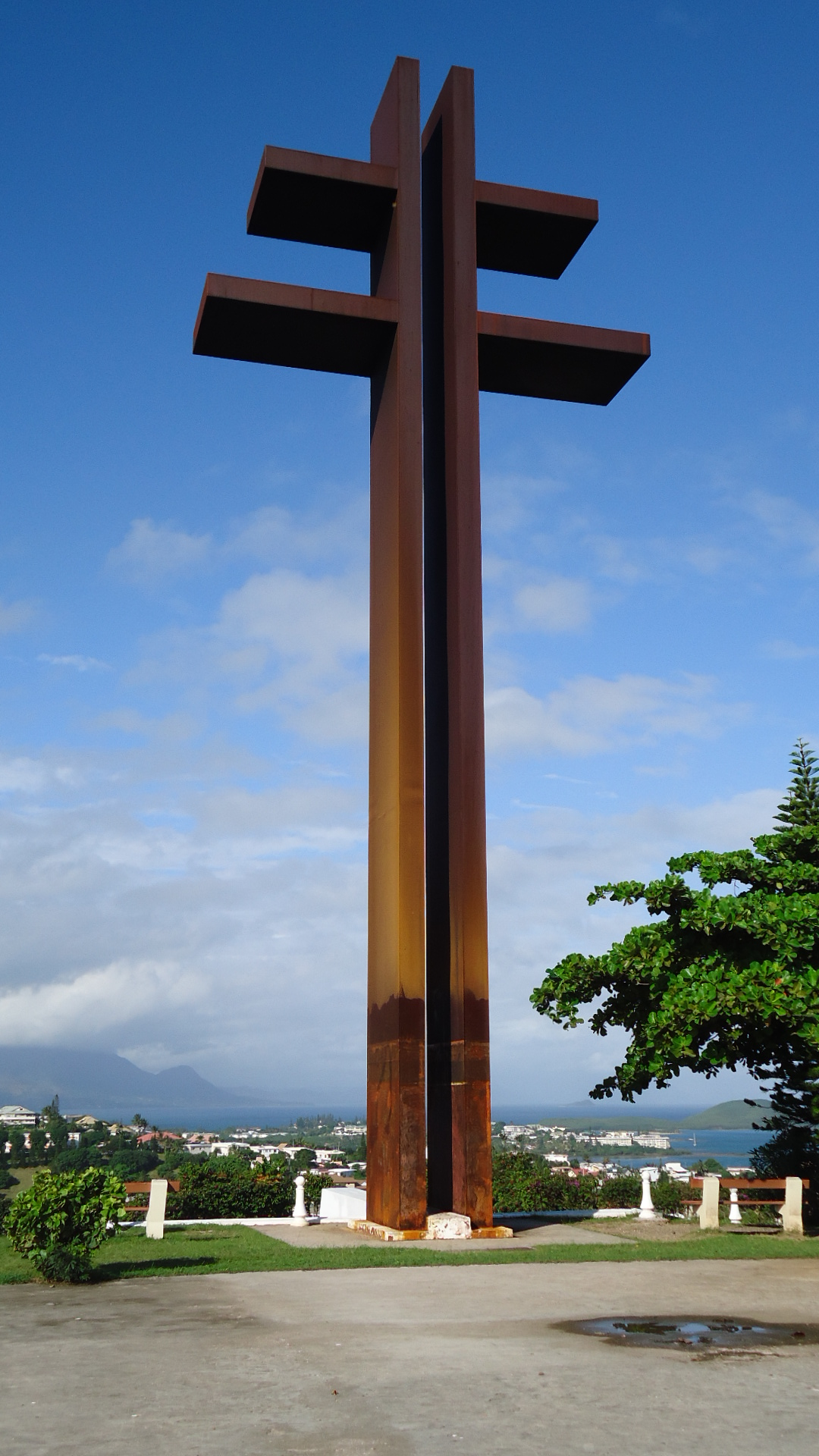
Croix de Lorraine sur l'Esplanade du 19 septembre 1940 (Nouméa)

- Une Esplanade du 19 septembre 1940 existe à Nouméa, sur le Mont Coffyn : s'y trouvent une Croix de Lorraine monumentale (inaugurée le 18 juin 1973) et une liste des combattants néo-calédoniens du second conflit mondial.